# Göd
Göd  este un oraș în districtul Dunakesz, județul Pesta, Ungaria, având o populație de 16.828 de locuitori (2011). 

## Demografie
Componența etnică a orașului Göd
     Maghiari (95,1%)
     Germani (1,26%)
     Necunoscut (1,66%)
     Alții (1,98%)
Componența confesională a orașului Göd
     Romano-catolici (34,96%)
     Fără religie (18,42%)
     Reformați (9,04%)
     Atei (2,66%)
     Luterani (1,83%)
     Necunoscută (31,96%)
     Alte religii (3,02%)
Conform recensământului din 2011, orașul Göd avea 16.828 de locuitori. Din punct de vedere etnic, majoritatea locuitorilor (95,1%) erau maghiari, cu o minoritate de germani (1,26%). Apartenența etnică nu este cunoscută în cazul a 1,66% din locuitori. Nu există o religie majoritară, locuitorii fiind romano-catolici (34,96%), persoane fără religie (18,42%), reformați (9,04%), atei (2,66%) și luterani (1,83%). Pentru 31,96% din locuitori nu este cunoscută apartenența confesională.